# Auxilia

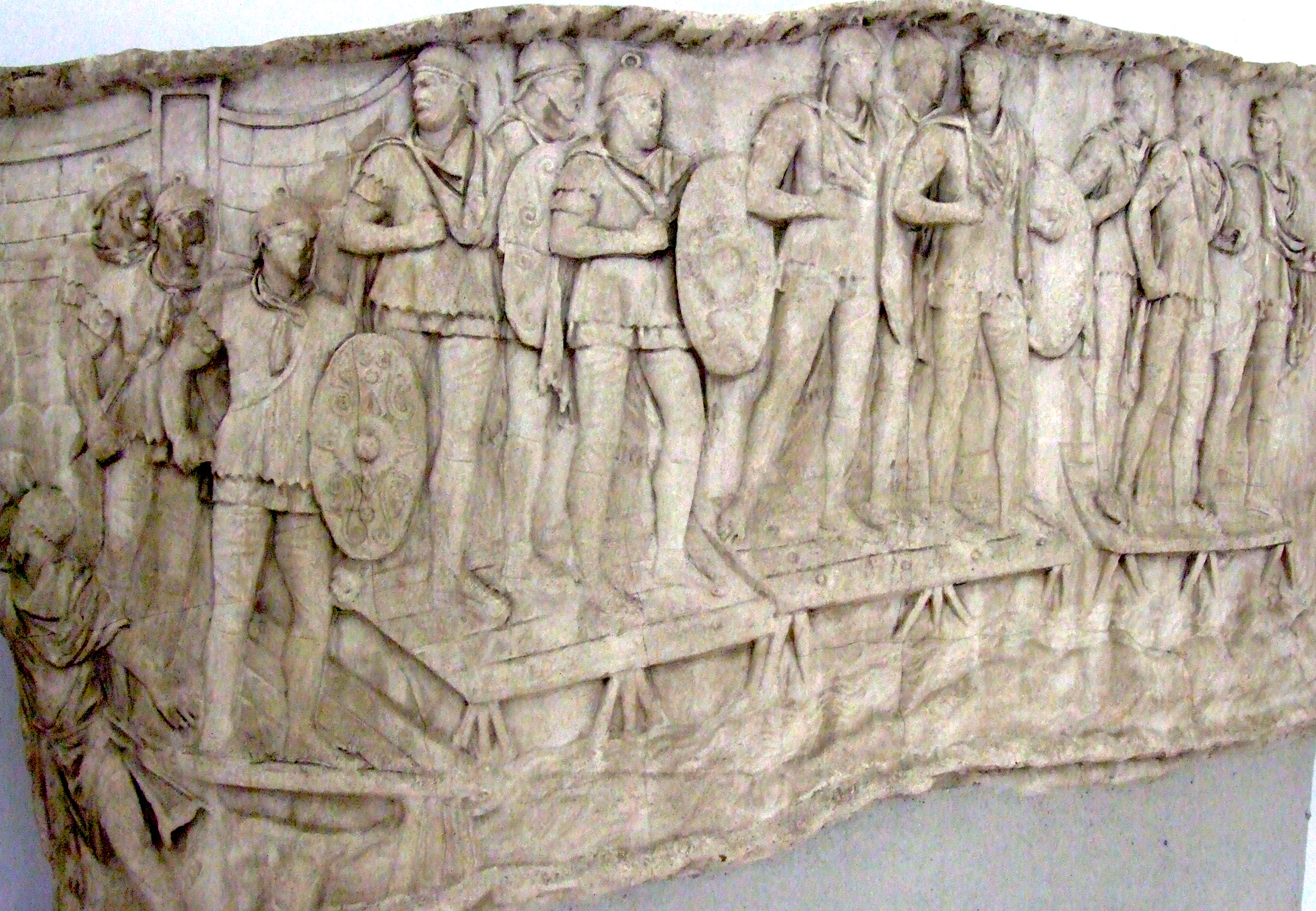
Příslušníci pomocných sborů přecházejí pontonový most, výjev z Trajánova sloupu

Auxilia (z latinského auxilium, "pomoc, podpora") byly pomocné sbory římské armády, sestávající z příslušníků spojeneckých kmenů nebo svobodných provinciálů bez římského občanství. Důstojníky byli zpravidla Římané, mužstvo tvořili hlavně muži, kteří se narodili jako svobodní, ale neměli římské občanství. Sloužili 25 let (u námořnictva 26 let). Vojáci měli nižší žold než legionáři, ale po ukončení služby obdrželi římské občanství pro sebe a potomky. Ve 2. století sloužil v pomocných sborech zhruba stejný počet pěšáků jako v legiích. Auxilia navíc římskému vojsku dodávala téměř veškeré jezdectvo a specializované jednotky, jako byli lučištníci nebo lehká jízda. Pěchota se členila do kohort, zatímco jízda tvořila tzv. aly (alae). Pomocné sbory reprezentovaly v této době zhruba tři pětiny veškerých římských pozemních sil.